# Nolay, Côte-d'Or
Nolay är en kommun i departementet Côte-d'Or i regionen Bourgogne-Franche-Comté i östra Frankrike. Kommunen ligger i kantonen Nolay som tillhör arrondissementet Beaune. År 2022 hade Nolay 1 419 invånare.

## Befolkningsutveckling
Antalet invånare i kommunen Nolay
Referens:INSEE